# Gran Premi de Mèxic del 1989

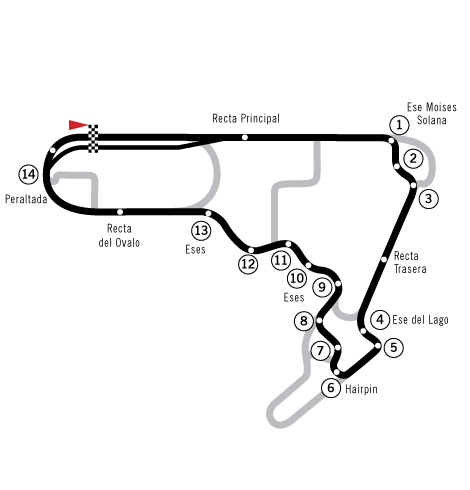
Imatge de l'autòdrom Hermanos Rodríguez, seu de la cursa.

Resultats del Gran Premi de Mèxic de Fórmula 1 de la temporada 1989, disputat a Ciutat de Mèxic el 28 de maig del 1989.

## Resultats
| Pos | No | Pilot              | Equip                                 | Voltes | Temps/ Retirada | Pos. de sortida | Punts |
| --- | -- | ------------------ | ------------------------------------- | ------ | --------------- | --------------- | ----- |
| 1   | 1  | Ayrton Senna       | McLaren - Honda                       | 69     | 1h 35' 21. 4    | 1               | 9     |
| 2   | 6  | Riccardo Patrese   | Williams - Renault                    | 69     | + 15.56 s       | 5               | 6     |
| 3   | 4  | Michele Alboreto   | Tyrrell - Ford                        | 69     | + 31.254 s      | 7               | 4     |
| 4   | 19 | Alessandro Nannini | Benetton - Ford                       | 69     | + 45.495 s      | 13              | 3     |
| 5   | 2  | Alain Prost        | McLaren - Honda                       | 69     | + 56.113 s      | 2               | 2     |
| 6   | 40 | Gabriele Tarquini  | AGS - Ford                            | 68     | + 1 Volta       | 17              | 1     |
| 7   | 10 | Eddie Cheever      | Arrows - Ford                         | 68     | + 1 Volta       | 24              |       |
| 8   | 26 | Olivier Grouillard | Ligier - Ford                         | 68     | + 1 Volta       | 11              |       |
| 9   | 7  | Martin Brundle     | Brabham - Judd                        | 68     | + 1 Volta       | 20              |       |
| 10  | 8  | Stefano Modena     | Brabham - Judd                        | 68     | + 1 Volta       | 9               |       |
| 11  | 11 | Nelson Piquet      | Lotus - Judd                          | 68     | + 1 Volta       | 26              |       |
| 12  | 38 | Christian Danner   | Rial - Ford                           | 67     | + 2 Voltes      | 23              |       |
| 13  | 21 | Alex Caffi         | Dallara - Ford                        | 67     | + 2 Voltes      | 19              |       |
| 14  | 25 | René Arnoux        | Ligier - Ford                         | 66     | + 3 Voltes      | 25              |       |
| 15  | 20 | Johnny Herbert     | Benetton - Ford                       | 66     | + 3 Voltes      | 18              |       |
| Ret | 23 | Pierluigi Martini  | Minardi - Ford                        | 53     | Motor           | 22              |       |
| Ret | 27 | Nigel Mansell      | Ferrari                               | 43     | Caixa canvi     | 3               |       |
| Ret | 9  | Derek Warwick      | Arrows - Ford                         | 35     | Part elèctrica  | 10              |       |
| Ret | 12 | Satoru Nakajima    | Lotus - Judd                          | 35     | Virolla         | 15              |       |
| Ret | 30 | Philippe Alliot    | Lola - Lamborghini                    | 28     | No classificat  | 16              |       |
| Ret | 22 | Andrea de Cesaris  | Dallara - Ford                        | 20     | Suspensions     | 12              |       |
| Ret | 28 | Gerhard Berger     | Ferrari                               | 16     | Caixa canvi     | 6               |       |
| Ret | 36 | Stefan Johansson   | Onyx - Ford                           | 16     | Transmissió     | 21              |       |
| Ret | 5  | Thierry Boutsen    | Williams - Renault                    | 15     | Part eléctrica  | 8               |       |
| Ret | 16 | Ivan Capelli       | March - Judd                          | 1      | Transmissió     | 4               |       |
| NVC | 24 | Lluís Pérez Sala   | Minardi - Ford                        |        |                 |                 |       |
| NVC | 15 | Mauricio Gugelmin  | March - Judd                          |        |                 |                 |       |
| NVC | 29 | Yannick Dalmas     | Lola - Lamborghini                    |        |                 |                 |       |
| NVC | 31 | Roberto Moreno     | Enzo Coloni Racing Car Systems - Ford |        |                 |                 |       |
| NVP | 37 | Bertrand Gachot    | Onyx - Ford                           |        |                 |                 |       |
| NVP | 33 | Gregor Foitek      | Euro Brun - Judd                      |        |                 |                 |       |
| NVP | 17 | Nicola Larini      | Osella - Ford                         |        |                 |                 |       |
| NVP | 39 | Volker Weidler     | Rial - Ford                           |        |                 |                 |       |
| NVP | 34 | Bernd Schneider    | Zakspeed - Yamaha                     |        |                 |                 |       |
| NVP | 35 | Aguri Suzuki       | Zakspeed - Yamaha                     |        |                 |                 |       |
| NVP | 18 | Piercarlo Ghinzani | Osella - Ford                         |        |                 |                 |       |
| NVP | 41 | Joachim Winkelhock | AGS - Ford                            |        |                 |                 |       |

## Altres
- Pole: Ayrton Senna 1' 17. 876
- Volta ràpida: Nigel Mansell 1' 20. 420 (a la volta 41)